# Black Diamond (Washington)
Pour les articles homonymes, voir Black Diamond.
La ville de Black Diamond est située dans le comté de King, dans l’État de Washington, aux États-Unis. Lors du recensement de 2010, sa population était de 4 151 habitants.